# Sajgó-patak
Sajgó-patak är ett vattendrag i Ungern.   Det ligger i provinsen Fejér, i den nordvästra delen av landet, 23 km väster om huvudstaden Budapest.